# San Nicola l'Arena
San Nicola l'Arena (secondo l'antica denominazione San Nicolò l'Arena Tonnara, Santa Nicuola in siciliano) è una frazione di Trabia, comune della città metropolitana di Palermo in Sicilia.

## Servizi

### Stazione
La stazione di San Nicola Tonnara è una fermata ferroviaria posta sulle linee Palermo-Messina, Palermo-Agrigento e Palermo-Catania. Serve il centro abitato di San Nicola l'Arena, frazione del comune di Trabia.